# Lex Jongsma
Alexander Kornelis Pieter (Lex) Jongsma (Stadskanaal, 1 juni 1938 – Haarlem, 3 december 2013) was een Nederlands schaker en schaakjournalist.

## Leven en werk
Jongsma werd in 1957 kampioen van Nederland bij de jeugd, waardoor hij zich kwalificeerde voor het jeugdwereldkampioenschap. In dat in Canada gehouden toermooi werd hij derde; het zou zijn beste schaakprestatie zijn. Hij behoorde tot de pioniers die optraden als schaakcommentator bij grote toernooien. Daarnaast heeft hij een reeks boeken, talloze voordrachten, simultaanseances en masterclasses door geheel Nederland op zijn naam staan.
Als schaakschrijver publiceerde Jongsma onder andere een verslag van de tweekamp Spasski-Fischer. Samen met Alexander Münninghoff schreef hij het herinneringsboek "60 jaar Hoogovens Schaaktoernooi". Hij gaf al meer dan 30 jaar bij vele toernooien commentaar (uitleg van de partijen) aan het publiek, onder andere bij het Corus-toernooi (Wijk aan Zee) en het Essent-toernooi (Hoogeveen);
zo vaak, dat hij soms meester werd genoemd, maar hij bezat geen FIDE meestertitel. Wel was hij meester in de zin van schoolmeester - iemand die veel van de schaaksport weet en zijn kennis met de nodige humor overdraagt aan anderen. 
Jongsma speelde ook ettelijke malen mee in het "Aegon Man-machine toernooi" in de negentiger jaren van de 20e eeuw, met wisselend resultaat. Zo eindigde hij in 1989 op de zevende plaats, maar in 1996 werd hij nummer tachtig.

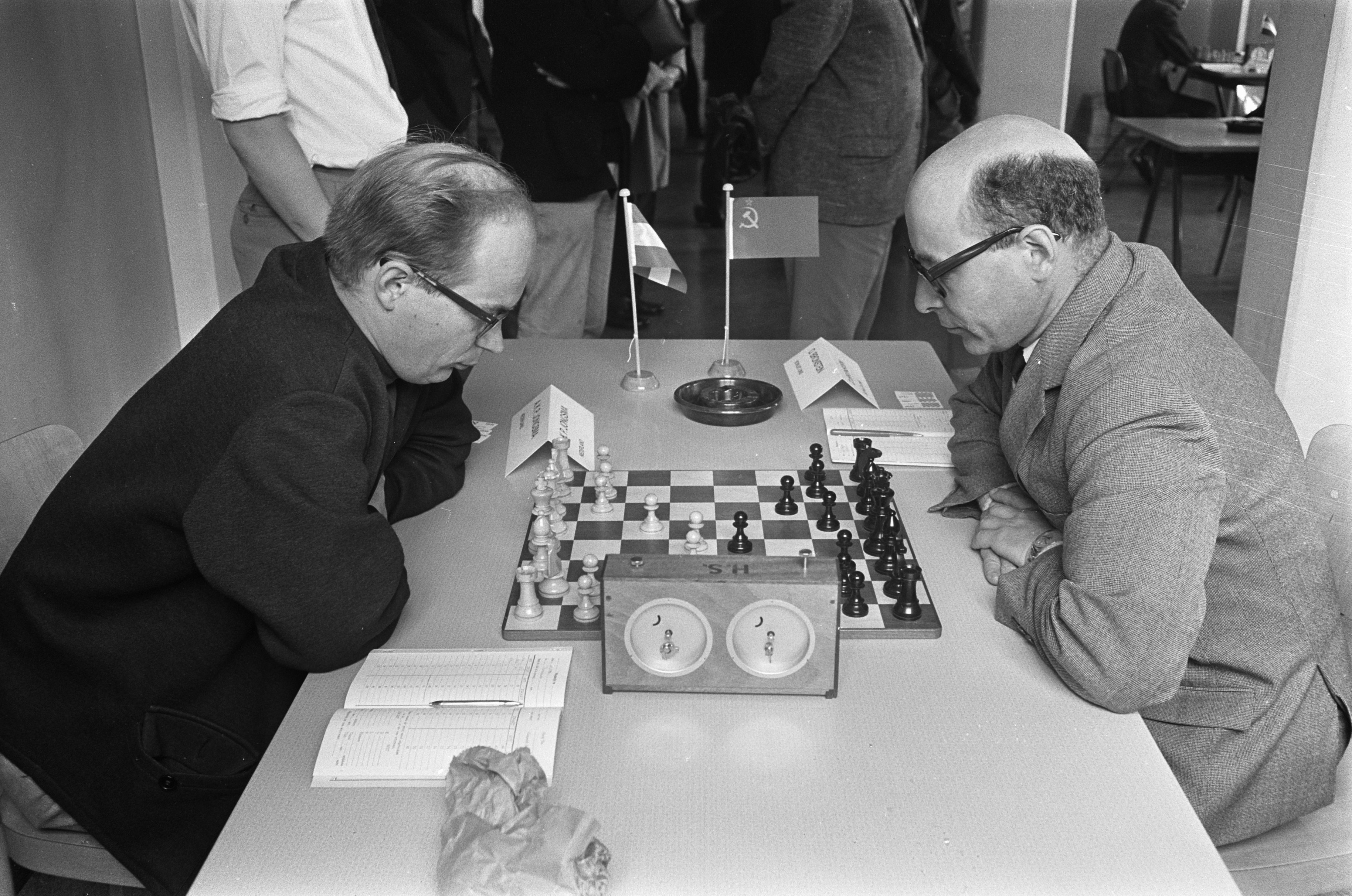
Jongsma vs. Bronstein (IBM-toernooi 1968)

Jongsma was wegens zijn grote verdiensten voor de Nederlandse schaakwereld Lid van Verdienste van de KNSB. Op 8 december 2008 volgde om dezelfde reden zijn benoeming tot Ridder in de Orde van Oranje-Nassau. De uitreiking van deze koninklijke onderscheiding vormde het hoogtepunt van het Bloemendaal Chess Festival dat werd georganiseerd naar aanleiding van het 40-jarig jubileum van Lex als schaakjournalistiek medewerker van De Telegraaf en waaraan door bekende schaakvrienden uit binnen- en buitenland werd deelgenomen (Hort, Lombardy, Ólafsson, Böhm, Duijn, Hartoch, Scholl en Jongsma zelf).
Jongsma speelde bij de "Bloemendaalse Schaakvereniging", waar hij veelvuldig clubkampioen was. Hij overleed eind 2013.

## Docent fiscaal recht
Lex Jongsma was ook meester op ander vlak, te weten meester in de rechten (mr) en als docent fiscaal recht verbonden aan de Rijksuniversiteit Leiden. Jongsma schreef enkele boeken en artikelen  met name op het gebied van het fiscaal ondernemingsrecht. Jongsma doceerde een veelheid aan vakken, zoals Belastingrecht voor Notariëlen, het Randvak Belastingrecht voor studenten Bedrijfsrecht en Vennootschapsbelasting voor fiscale studenten. Als oud-inspecteur Vennootschapsbelasting lag ook daar zijn passie het meeste. Naast het doceren aan Leidse studenten gaf hij jarenlang les voor de AA-Accountantsopleiding. Het onderwijs was telkens zeer humoristisch en de colleges hadden nogal eens overeenkomsten met cabaret. Tentamengericht was het meestal niet, wel geestig en studenten volgden de lessen over het algemeen graag. In de tentamens kwamen vaak fiscaalrechtelijke avonturen van fantasie-figuren voor. Het ging dan -langjarig- vooral om Jan en Ria Drempel, de BV Drempelfrees en notaris Aktenjagt. Jongsma bekleedde daarbij vooral de rol van docent, maar was geen onderzoeker of wetenschapper die vooral plegen te publiceren.

## Publicaties

### Schaakboeken (selectie)
- Lex Jongsma & Alexander Münninghoff: 60 jaar Hoogovens Schaaktoernooi 1938-1998. Alkmaar, New in Chess, 1998. ISBN 90-5691-039-6
- Lex Jongsma: De minnaars van Caïssa. Venlo, Van Spijk, 1996. ISBN 90-6216-109-X
- Lex Jongsma: De kostgangers van Caïssa. Venlo, Van Spijk, 1993. ISBN 90-6216-035-2
- Lex Jongsma: De wereld van Caïssa. Amsterdam, Teleboek, 1991. ISBN 90-6122-253-2
- Hans Bouwmeester, Jaap van den Herik & Lex Jongsma: Het schaak der wrake. De tweekamp Karpov-Kortsjnoi. Utrecht, het Spectrum, 1978. ISBN 90-274-5903-7
- Lex Jongsma (eindred.): AVRO Schaaktweekamp 1975. Euwe-Sosonko. Bussum, Gooise Uitgeverij, 1975. ISBN 90-269-2221-3
- Lex Jongsma: Spassky-Fischer. Duel van de eeuw. Bussum, Unieboek, 1972. ISBN 90-6122-205-2

### Juridisch-fiscale boeken (selectie)
- Lex Jongsma: BV!? Waarom, wanneer. Deventer, Kluwer, 1981. ISBN 90-200-0645-2. 2e herz. druk 1986: ISBN 90-200-0899-4 3e herz. druk 1988: ISBN 90-200-1154-5
- A.K.P. Jongsma: Compendium van de vennootschapsbelasting. Deventer, Kluwer, 1974. ISBN 90-200-0416-6 (2e druk, 1980: ISBN 90-200-0637-1